# Mina Mazzini
Mina Anna Maria Mazzini, conhecida como Mina Mazzini ou simplesmente Mina (Busto Arsizio, 25 de março de 1940) é uma cantora e apresentadora de televisão e rádio italiana.

## Carreira
Artista internacionalmente aclamada, é considerada por muitos a maior cantora italiana de música leggera, a música popular italiana. Sua voz, timbre inconfundível, stands de poder, de extensão, a sensualidade. Sua carreira começou no final dos anos cinquenta e continua até hoje. No cenário internacional recebeu aclamação de artistas como Frank Sinatra, Louis Armstrong, Michael Jackson, Jennifer Lopez, Liza Minnelli, Céline Dion, Barbra Streisand, Aretha Franklin e Luciano Pavarotti.
Ela decidiu deixar a cena pública no final de 1978. Sua carreira continuou, fazendo gravações de álbuns anualmente. Realizou programas de rádio para trabalhar com revistas e jornais e emprestou a sua voz em alguns comerciais. Excepcionalmente retomou seu estúdio de gravação em Lugano, permitindo que o público em geral e especialmente para seus fãs queridos, assistissem ao nascimento do estúdio em seu registro. Mina in Studio, um DVD lançado em 2001, tem um histórico de mais de 20 milhões de conexões. Naquele mesmo ano, ela foi homenageada com o título de Grande Oficial do Mérito da República pelo Presidente Carlo Azeglio Ciampi. Durante sua carreira, gravou mais de mil e quatrocentas canções, e vendeu mais de 150 milhões de discos. Vários músicos (como Lucio Battisti, Pino Presti, Tony de Vita, Augusto Martelli, Gianni Ferrio, Ennio Morricone, Bruno Canfora e Massimiliano Pani) e autores (como Alberto Testa, Mogol, Leo Chiosso, Andrea Lo Vecchio, Cristiano Malgioglio e Paolo Limiti) fizeram uma contribuição significativa para a carreira artística de Mina. Em 2011, Mina grava o álbum Piccolino, que inclui a música "Ainda Bem", composição de Marisa Monte e Arnaldo Antunes.

## Vida pessoal
Em 1962, sua primeira gravidez tornou-se um escândalo na Itália, já que Mina e o ator Corrado Pani, pai da criança, não eram casados.
Depois do nascimento de seu primeiro filho Massimiliano Pani, em abril de 1963, engravidou de Benedetta, nascida em novembro de 1971 de seu casamento com o jornalista Virgilio Crocco, que veio a falecer dois anos depois em um acidente de trânsito nos Estados Unidos. Após se mudar para Lugano em 1966, ela obteve cidadania suíça em 1989.

## Discografia

### Álbuns de estúdio
- 1960: Tintarella di luna
- 1960: Il cielo in una stanza
- 1961: Due note
- 1962: Moliendo café
- 1962: Renato
- 1963: Stessa spiaggia stesso mare
- 1964: Mina
- 1965: Studio Uno
- 1966: Studio Uno 66
- 1966: Mina 2
- 1967: Sabato sera - Studio Uno 1967
- 1968: Canzoníssima '68
- 1969: ...bugiardo più che mai... più incosciente che mai...
- 1970: ...quando tu mi spiavi in cima a un batticuore...
- 1971: Mina
- 1972: Cinquemilaquarantatre
- 1972: Altro
- 1973: Frutta e verdura
- 1973: Amanti di valore
- 1974: Mina®
- 1975: La Mina
- 1976: Singolare
- 1977: Mina con bignè
- 1979: Attila
- 1980: Kýrie
- 1981: Salomè
- 1982: Italiana
- 1983: Mina 25
- 1984: Catene
- 1985: Finalmente ho conosciuto il conte Dracula...
- 1986: Si, buana
- 1987: Rane supreme
- 1988: Ridi pagliaccio
- 1989: Uiallalla
- 1990: Ti conosco mascherina
- 1991: Caterpillar
- 1992: Sorelle Lumière
- 1993: Lochness
- 1994: Canarino mannaro
- 1995: Pappa di latte
- 1996: Cremona
- 1997: Leggera
- 1998: Mina Celentano (com Adriano Celentano)
- 1999: Olio
- 2002: Veleno
- 2005: Bula Bula
- 2006: Bau
- 2009: Facile
- 2010: Caramella
- 2011: Piccolino
- 2014: Selfie
- 2016: Le migliori (com Adriano Celentano)
- 2018: Maeba
- 2019: Mina Fossati (com Ivano Fossati)
- 2023: Ti amo come un pazzo
- 2024: Gassa d'amante

### Álbuns decovers
- 1967: Dedicato a mio padre
- 1968: Le più belle canzoni italiane interpretate da Mina
- 1969: I discorsi
- 1969: Mina for You
- 1970: Mina Canta o Brasil
- 1974: Baby Gate
- 1975: MinaCantaLucio
- 1976: Plurale
- 1977: Mina quasi Jannacci
- 1993: Mina canta i Beatles
- 1996: Napoli
- 1999: N°0
- 2000: Dalla Terra
- 2001: Sconcerto
- 2003: Napoli secondo estratto
- 2005: L'allieva
- 2009: Sulla tua bocca lo dirò
- 2012: 12 (American Song Book)
- 2013: Mina Christmas Song Book

### Álbuns de compilação
- 1964: 20 successi di Mina
- 1964: Mina n.º 7
- 1965: Mina interpretata da Mina
- 1965: Mina & Gaber: Un'ora con loro
- 1966: Canta Nápoli
- 1967: 4 anni di successi
- 1969: Incontro con Mina
- 1971: Del mio meglio
- 1973: Del mio meglio n.º 2
- 1975: Del mio meglio n.º 3
- 1977: Del mio meglio n.º 4
- 1978: Di tanto in tanto
- 1979: Del mio meglio n.º 5
- 1981: Del mio meglio n.º 6
- 1983: Del mio meglio n.º 7
- 1985: Del mio meglio n.º 8
- 1987: Del mio meglio n.º 9
- 1988: Oggi ti amo di più
- 1994: Mina canta Battisti
- 1995: Canzoni d'autore
- 1997: Minantologia
- 1998: Gold
- 1998: Sanremo
- 1998: Studio Collection
- 1999: Gold 2
- 2000: Love Collection
- 2001: Colección Latina
- 2003: In duo
- 2003: Napoli primo, secondo e terzo estratto
- 2004: The Platinum Collection
- 2006: The Platinum Collection 2
- 2006: Ti amo
- 2006: Ascoltami, guardami[nota 1]
- 2007: Todavía
- 2009: Riassunti d'amore
- 2011: I am Mina / Je suis Mina / Yo soy Mina
- 2015: The Collection 3.0
- 2018: Paradiso (Lucio Battisti Songbook)
- 2020: Cassiopea / Orione (Italian Songbook)
- 2021: MinaCelentano - The Complete Recordings (com Adriano Celentano)
- 2022: The Beatles Songbook

### Álbuns ao vivo
- 1968: Mina alla Bussola dal vivo
- 1972: Dalla Bussola
- 1978: Mina. Live '78
- 2014: I miei preferiti, Mina: Gli anni Rai

## Filmografia
Fontes:
- 1959: Juke box - Urli d'amore
- 1960: Appuntamento a Ischia[11]
- 1960: Urlatori alla sbarra
- 1960: Madri pericolose
- 1960: I Teddy boys della canzone
- 1961: Io bacio,.. tu baci
- 1961: Mina... fuori la guardia
- 1962: Appuntamento in Riviera
- 1962: Entführung aus dem Savoy[nota 2]
- 1962: Das haben die Mädchen gern
- 1963: Canzoni nel mondo de Vittorio Sala
- 1967: Per amore... per magia...
- 1969: Rabete